# Preston Cross

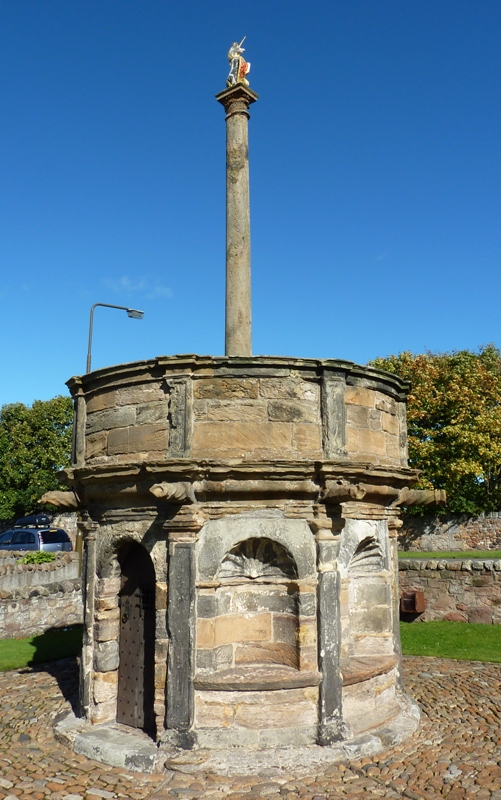
Preston Cross

Preston Cross ist ein Marktkreuz in der schottischen Stadt Prestonpans in der Council Area East Lothian. 1971 wurde das Bauwerk in die schottischen Denkmallisten in der höchsten Kategorie A aufgenommen. Diese Einstufung wurde jedoch 2018 aufgehoben. Weiterhin ist es als Scheduled Monument klassifiziert.

## Geschichte
Im Jahre 1617 erhielt die Stadt das Recht zur Durchführung eines Wochenmarktes sowie des jährlich stattfindenden St Jerome’s Fair. Das wahrscheinlich von Mitgliedern der Preston-Linie des Clans Hamilton gestiftete Marktkreuz wurde kurze Zeit später errichtet. Das exakte Baujahr ist jedoch nicht überliefert. Das Gewölbe im Sockel des Marktkreuzes wurde möglicherweise in der Vergangenheit als Gefängnis genutzt. Die Annahme korreliert mit der offensichtlichen Aufgabe des Verlieses im nahegelegenen Preston Tower um die Bauzeit des Kreuzes. Heute handelt es sich um das einzige Marktkreuz aus dieser Periode in Schottland, das im Laufe der Geschichte nicht versetzt wurde.

## Beschreibung
Das Bauwerk befindet sich an der Einmündung der East Loan in die Preston Road im Süden von Prestonpans. Der runde Sockel des gelben Sandsteinbauwerks durchmisst 4,3 m bei einer Höhe von 3,7 m. Pilaster gliedern die Fassade vertikal in acht Segmente. In sechs der Segmente sind Nischen eingelassen, die mit Rundbögen abschließen. An der Westseite führt eine hölzerne Rundbogentüre ins Innere des Sockels. Eine zweite Türöffnung an der Nordostseite ist rechteckig und mit einer schweren Gittertüre verschlossen. Oberhalb treten aufwändig gewundene Wasserspeier hervor. Darüber kragt eine umlaufende Brüstung aus, an welcher sich die Pilaster des Sockels fortsetzen. Mittig ragt ein schmuckloser Schaft von dem Sockel, der mit einem Kapitell schließt. Darauf ist die Skulptur eines aufgebäumten Einhorns installiert.